# Carlo Sforza
Carlo Sforza, comte de Castel San Giovanni (Lucca, 24 de gener de 1872 - Roma, 4 de setembre de 1952), va ser un polític italià. Liberal, republicà convençut malgrat el seu títol, va ser l'una de les grans figures morals de l'oposició al feixisme italià.

## Biografia
Carlo Sforza era descendent d'una branca menor de l'antiga i noble família Sforza de Milà, els comtes Sforza di Castel San Giovanni, el seu pare, Giovanni Sforza (1846-1922), era historiador i arxiver de gran talent. Va heretar del títol a la mort del seu germà gran l'any 1936.

### Començaments a la diplomàcia
Amb la seva diplomatura en dret per la universitat de Pisa, entra a la diplomàcia l'any 1896. Les seves primeres missions el van dur al Caire i a Madrid. És successivament secretari d'ambaixada a París (on destrueix el correu de la Comtessa de Castiglione), a Constantinoble, a Pequín i encarregat de negocis a Bucarest.
Del 15 de gener al 7 d'abril de 1906, participa en la Conferència d'Algesires com a secretari particular del marquès Emilio Visconti Venosta; a continuació va ser cap de gabinet del ministre d'Afers estrangers, el comte Francesco Guicciardini (1906), conseller d'ambaixada a Madrid (1907), encarregat de negocis a Constantinoble (1908-1909), conseller d'ambaixada a Londres (1910) i, de nou, cap del gabinet del ministre d' Afers estrangers pro tempore marqués Antonino Paternò-Castello di San Giuliano.
De 1911 a 1915, és enviat a la Xina com a ministre plenipotenciari del govern italià i, de 1916 a 1918, ocupa el mateix càrrec a prop del rei de Sèrbia, exiliat a Corfú. Amb aquest títol, col·labora en el salvament de l'exèrcit serbi en retirada que va tenir lloc durant la Primera Guerra Mundial, obra de la marina de guerra italiana que el va transportar per l'Adriàtic. Després de la fi victoriosa de la « Gran Guerra », va ser enviat a Constantinoble com a ministre plenipotenciari (1918-19).

### Entrada en política, antifeixisme i exili
Amb l'adveniment del primer govern dirigit per Francesco Saverio Nitti (1919), es confia a Carlo Sforza el seu primera càrrec polític, la de sotssecretari d'Estat d'afers estrangers, que suposa la seva nominació com a senador del regne d'Itàlia.
El 15 de juny de 1920, és nomenat ministre d'Afers estrangers del cinquè govern de Giovanni Giolitti, plaça que va ocupar fins al 27 de juny de 1921. L'any 1920 negocia i signa, amb els representants del Regne dels serbis, croats i eslovens, el tractat de Rapallo que fixa la frontera oriental d'Itàlia, comprenent Trieste, Gorizia, Pula, Istria, el Carso, Zadar i les illes de Carso i Lussino. La caiguda del cinquè govern Giolitti el torna a la carrera diplomàtica.
Ambaixador a França l'any 1922, va dimitir amb soroll el mateix dia que el rei Víctor Manuel III d'Itàlia va cridar Benito Mussolini per formar govern.
Adversari resolt del règim, va continuar al Senat la seva activitat política en els bancs de l'oposició i va ser entre els signants del Manifest de la Unió nacional de les forces liberals i democràtiques de Giovanni Amendola, amb Carlo Rosselli, Ivanoe Bonomi, Luigi Einaudi, Luigi Salvatorelli, Meuccio Ruini i el jove Ugo La Malfa. El 3 de gener de 1925 va ser un dels tres únics senadors a denunciar a l'Assemblea les responsabilitats de Mussolini en l'assassinat de Giacomo Matteotti.
L'any 1927, amenaces a la seva adreça per part d'esquadrons feixistes, i una agressió física que li van fer després a Bardonescha, el van forçar a l'exili. Va viure llavors a França, a Anglaterra i a Suïssa, intentant alertar l'opinió pública occidental sobre l'amenaça feixista i l'any 1929, va condemnar vigorosament els Pactes del Laterà entre l'Església catòlica romana i el règim totalitari feixista. L'any 1935, després de la invasió de l'Etiòpia per Itàlia de Mussolini, va litigar en va davant la Societat de Nacions perquè l'embargament decidit contra el seu país en fos un de real, és a dir que inclogués els productes petroliers.
L'any 1940, després de la invasió de França pels alemanys, va emigrar als Estats Units, on va fundar la Mazzini Society, amb Gaetano Salvemini, Alberto Tarchiani i Alberto Cianca. El 17 d'agost de 1942, al Congrés italo-americà de Montevideo, on es va considerar la posada en marxa a Itàlia d'una República democràtica i l'elecció d'una Assemblea constituent, va ser aclamat com el « cap espiritual dels italians antifeixistes ».

### El seu enfrontament amb Churchill i la seva tornada a Itàlia
L'octubre de 1943, després de setze anys d'exili, Sforza va tornar a Itàlia passant per Londres, on va tenir un dur enfrontament amb el Primer ministre britànic Winston Churchill, que desitjava mantenir la monarquia a Itàlia encara que aquesta s'hagués compromès amb el feixisme. Aquesta lluita va perjudicar a la fortuna política del comte Sforza, que als anys 1920 havia fustigat clarament les simpaties de Lloyd George i Churchill per al règim de Mussolini, i el resultat va ser un « veto » categòric dels anglesos, primer a que esdevingués altra vegada ministre d'Afers estrangers al segon govern dirigit per Pietro Badoglio, i a continuació a que succeís a Badoglio com a president del consell. Sforza només va ser doncs nomenat ministre sense cartera al govern dirigit per Ivanoe Bonomi, i va presidir el nou Alt-Comissariat de les sancions contra el feixisme del 13 de maig al 27 de desembre de 1944. L'any 1945, va ser elegit president de la Consulta Nazionale i ho va ser fins a l'any 1946 on va ser elegit a l'Assemblea constituent. El mateix any, es va unir al Partit republicà italià, com a independent. Més endavant, en virtut de la tercera disposició transitòria de la Constitució de la República italiana, va ocupar un lloc a les Corts Generals com a senador de dret.

### Ministre d'Afers estrangers de la República italiana
L'adveniment del govern de Alcide De Gasperi va donar a Carlo Sforza el ministeri d'Afers estrangers que va mantenir de 1947 a 1951. Amb setanta-cinc anys va signar els Tractats de París (1947) com a continuació de la Segona Guerra Mundial, va donar suport a l'adhesió d'Itàlia al pla Marshall (1948) i la seva entrada al Consell d'Europa i a l'OTAN com a membre fundador (1949), així com a l'Aliança atlàntica que lligava políticament els països membres amb els Estats Units d'Amèrica. El 18 d'abril de 1951 va signar el Pla Schuman, és a dir l'entrada d'Itàlia als sis països de la CECA.
Després de la Segona Guerra Mundial Giuseppe Dossetti, a qui no agradava l'atlantisme de la seva política estrangera, el va qualificar de comissionat viatger de l'MSI. Precisament Dossetti i el seu corrent demòcrata-cristià, al maig de 1948, va fer fracassar Sforza, candidat oficial del govern, a l'elecció per a la presidència de la República que va acabar amb la victòria de Luigi Einaudi. Segons Sergio Romano, tanmateix, Sforza « era partidista d'Europa i la seva contribució a la integració del continent ha estat molt més important que el europeisme cristià confús de Dossetti »